# 大苏达奇耶农村居民点
大苏达奇耶农村居民点（俄语：Большесудаченское сельское поселение）是俄罗斯联邦伏尔加格勒州鲁德尼亚区所属的一个农村居民点。其下辖有1个居民点，行政中心为大苏达奇耶。据2016年统计，该农村居民点的人口为992人。